# NGC 4980
NGC 4980 är en mellanliggande (med eller utan stav) spiralgalax i stjärnbilden Vattenormen. Den upptäcktes den 30 mars 1835 av John Herschel. Formen på NGC 4980 verkar något deformerad, något som ofta är ett tecken på nyligen inträffade tidvatteninteraktioner med en annan galax. I denna galaxs fall verkar detta dock inte vara fallet eftersom det inte finns några andra galaxer i dess omedelbara närhet. Galaxens hastighet i förhållande till den kosmiska bakgrundsstrålningen är 1 733 ± 21 km/s, vilket motsvarar ett Hubbleavstånd på 25,6 ± 1,8 Mparsec (ca 83,5 miljoner ljusår).
Hittills har fyra mätningar utan rödförskjutning gett ett avstånd på 17,000 ± 0,141 Mpc (ca 55,4 miljoner ljusår), vilket ligger utanför Hubbles avståndsvärden. Eftersom denna galax ligger relativt nära den lokala gruppen kan detta avstånd vara närmare dess verkliga avstånd än Hubbles avstånd. Observera att NASA/IPAC-databasen beräknar diametern på en galax med hjälp av medelvärdet av oberoende mätningar, när sådana finns tillgängliga. 

## Galleri

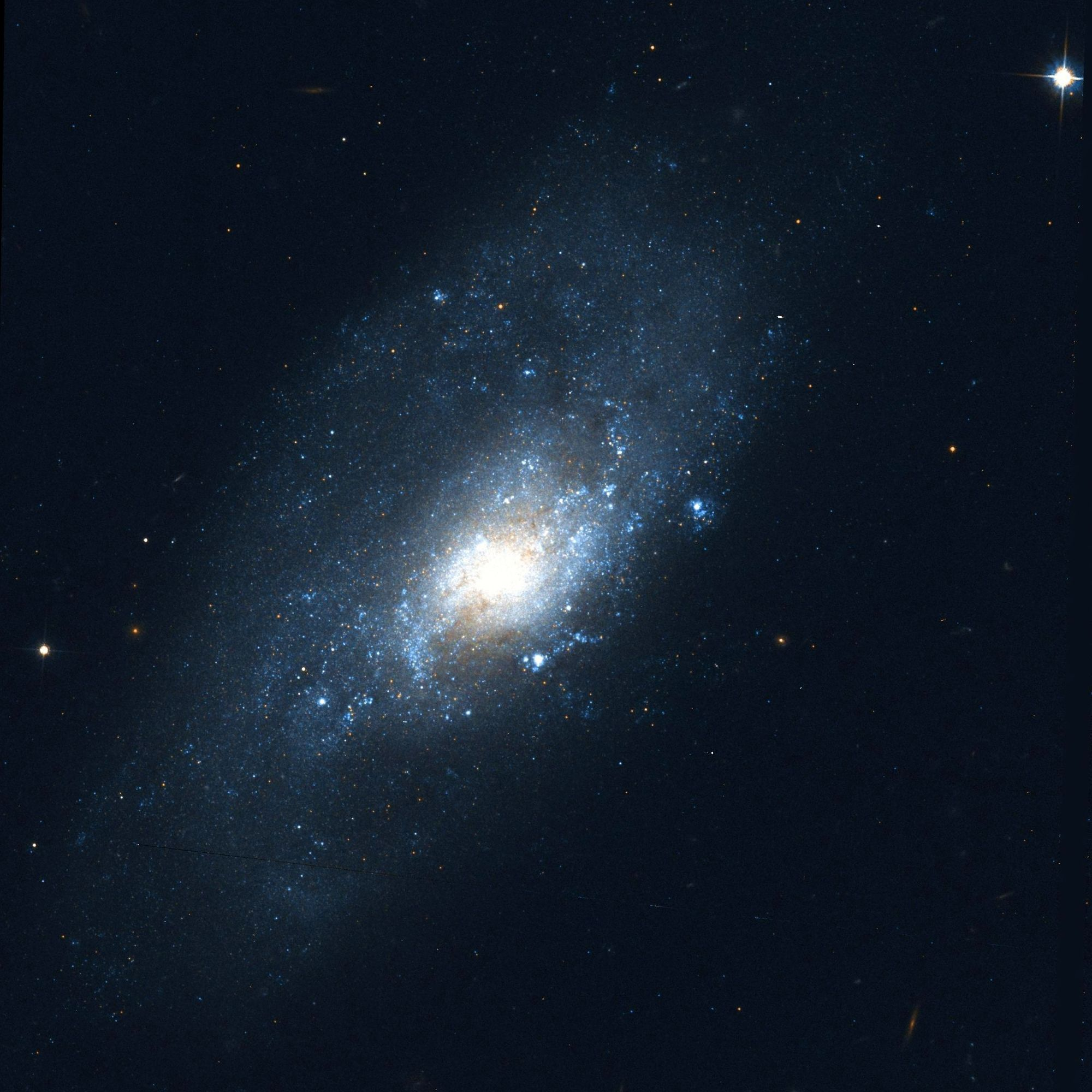
NGC 4980 avbildad med Hubbleteleskopet
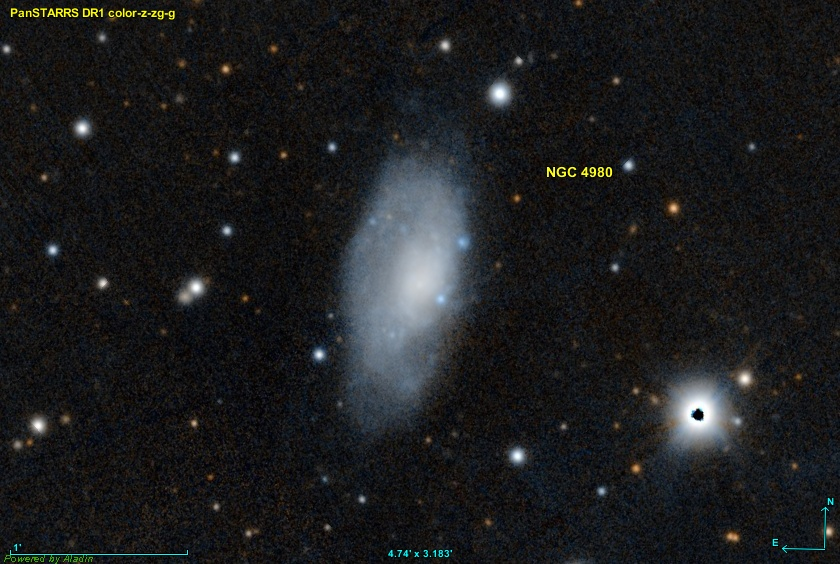
Pan-STARRS bild av NGC 4980